# 183P/Корлевича — Юрича
Комета Корлевича — Юрича (183P/Korlevic-Juric) — небольшая короткопериодическая комета семейства Юпитера, которая была обнаружена 18 февраля 1999 года хорватскими астрономами Корадо Корлевичем и Марио Юричем с помощью 0,41-метрового телескопа системы Шмидта Вишнянской обсерватории. Она была описана как звёздоподобный объект 18,7 m и, первоначально, была принята за астероид, которому было присвоено временное обозначение 1999 DN3. Кометная природа объекта была установлено лишь несколько месяцев спустя, 10 апреля, когда у неё была обнаружена слабая кома в 10 " угловых секунд и сильно изогнутый хвост в 30 " угловых секунд. Комета обладает довольно коротким периодом обращения вокруг Солнца — чуть более 9,5 лет.

Орбита кометы Корлевича — Юрича 6 и её положение в Солнечной системе

Анализ архивных снимков, позволил установить, что комета уже наблюдалась ранее в 1955 и 1989 годах. Наблюдения за кометой продолжались вплоть до 7 июля 1999 года. Собранные за это время данные позволили британскому астроному Брайану Марсдену рассчитать орбиту этой кометы достаточно точно, чтобы уже к 16 декабря 2006 года, за 1,5 года до возвращения в перигелий, Эрик Кристенсен с помощью 1,5-метрового телескопа смог восстановить комету в виде диффузного объекта 20,0 m, с небольшой комой в 5 " угловых секунд и коротким хвостом в 15 " угловых секунд. Текущее положение кометы, указывало на необходимость корректировки расчётов всего на -2 суток.

## Сближения с планетами
Комета обладает довольно необычной низко эллиптической орбитой. Помимо этого, восходящий узел орбиты данного тела находится вблизи орбиты Юпитера, что периодически приводит к очень тесным сближениям с этой планетой. Последнее такое сближение произошло в 1975 году и привело к уменьшению эксцентриситета и сдвигу перигелия дальше от Солнца. Следующее, в 2093 году, будет ещё более тесным и вызовет обратный эффект, — вернёт комету на орбиту, близкую к той, что была у неё до 1975 года.
- 0,29 а. е. от Юпитера 30 марта 1975 года;
- 0,18 а. е. от Юпитера 19 сентября 2093 года.